# Gulag: storia dei campi di concentramento sovietici

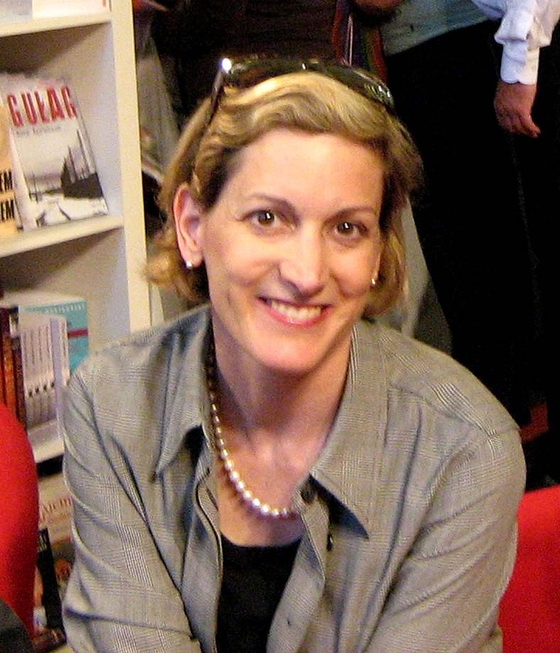
Anne Applebaum, autrice del saggio

Gulag. Storia dei campi di concentramento sovietici (titolo originale Gulag: A History) è un saggio storico del 2003 scritto dalla giornalista e scrittrice statunitense Anne Applebaum, pubblicato in Italia nel 2004 da Mondadori. Narra la storia dei campi di concentramento sovietici, dalla nascita fino al loro smantellamento, e racconta la vita di chi vi veniva recluso, attraverso le loro testimonianze.
Il libro ha vinto il premio Pulitzer nel 2004 per la categoria saggistica (non fiction).

## Contenuto
Il libro tratta la storia dei campi di concentramento sovietici, denominati gulag dal nome dell'ufficio direttivo di quell'ampia e variegata rete di strutture di detenzione e sfruttamento umano che al suo massimo sviluppo arrivò ad ospitare più di due milioni e mezzo di persone, vedendo transitare in veste di detenuti almeno 18 milioni di individui, e finendo per costituire un elemento importante per l'economia del paese. Un sistema di punizione e "redenzione" le cui radici possono essere fatte risalire al regime zarista, ma che trovò il suo compimento durante il periodo sovietico, raggiungendo il suo apice con lo stalinismo, in una struttura capillare e multiforme di campi estesa su tutto l'immenso territorio dell'URSS, che vennero in gran parte smantellati o riconvertiti alla morte del suo massimo sostenitore, mantenendosi comunque in forma ridotta fino all'inizio degli anni '80. Solo negli ultimi decenni, grazie ai recenti cambiamenti politici, sono divenuti accessibili archivi e documenti fondamentali per la comprensione di questo fenomeno storico e sociale, a cui l'autrice ha potuto attingere nel suo imponente lavoro di ricerca, che ha avuto la sua finalizzazione in quest'opera letteraria. Dove ai dati storici sono state affiancate le numerose testimonianze personali provenienti da diari e memoriali, elementi indispensabili per comprendere l'esperienza umana di chi veniva fagocitato da questo terrificante meccanismo di sfruttamento e degradazione dell'essere umano.
L'opera è divisa in tre parti principali. Nella prima, viene descritta la nascita dei campi di detenzione del giovane regime socialista sovietico, a partire dai primi esperimenti post rivoluzionari, caratterizzati da una notevole disorganizzazione ed approssimazione, in cui la violenza e la prevaricazione nascevano dall'arbitrio, e non da specifiche direttive. Esperienze che col tempo si strutturarono in forme finalizzate allo sfruttamento e all'oppressione dei reclusi, coinvolgendo indistintamente criminali comuni e politici, questi ultimi inizialmente più tutelati, per poi diventare le vittime principali del sistema. In particolare a dare l'impulso decisivo furono gli ambiziosi piani per la rapida industrializzazione dello Stato e la collettivizzazione forzata dell'agricoltura imposti da Stalin dopo il 1929, che crearono da una parte un crescente numero di oppositori e sabotatori "controrivoluzionari" da punire, e dall'altra la necessità di sfruttare maggiormente le risorse naturali dei territori più selvaggi, principalmente nel nord del paese. La risposta ad entrambi i problemi fu la moltiplicazione dei campi di reclusione, e lo spostamento della loro gestione alla OGPU, che creò un'organizzazione amministrativa il cui nome contratto, Gulag, avrebbe finito per diventare il sinistro marchio distintivo della versione sovietica dei campi di concentramento. Una struttura che nel periodo del Grande terrore si espanse ulteriormente, rivelandosi funzionale alle "purghe" con cui Stalin si liberò di oppositori, personaggi sgraditi o anche solo sospetti di scarso entusiasmo per le sue scelte, tutti accomunati dal marchio di "nemici del popolo", compresi molti degli stessi dirigenti dei gulag. Un periodo nel quale in molti campi la parvenza di strutture di rieducazione e redenzione cadde definitivamente, accentuando gli aspetti che li rendevano semplici meccanismi per lo sfruttamento umano, ed in alcuni casi per la distruzione fisica e morale dei detenuti.
La seconda parte del libro narra le storie di chi finiva nel "tritacarne", attraverso le loro testimonianze, a partire dal momento dell'arresto, atto arbitrario in cui l'individuo veniva privato di ogni diritto, attraverso il rito grottesco dell'interrogatorio e del processo-farsa, seguito dall'immancabile condanna. E dopo una reclusione più o meno breve, il prigioniero, lo "zek", doveva affrontare la durissima prova del trasferimento al campo di destinazione, che poteva voler dire un viaggio di durata anche superiore al mese in condizioni disumane. In seguito ad una selezione il cui esito poteva voler dire la salvezza, a seconda del tipo di campo e della zona in cui era situato, cominciava quindi l'ambientamento in quel mondo fuori dal mondo, caratterizzato da regole proprie, spesso paradossali come la propaganda da cui erano dettate, il tutto scandito dal režim, il tempo del campo. Un ambiente segnato da privazione e degrado, dove anche le rare visite dei parenti potevano diventare fonte di sofferenza, e dove i ruoli di guardie e sorvegliati potevano in alcuni casi mescolarsi o persino scambiarsi, in quanto anche per chi si trovava nei ruoli di comando, il gulag finiva spesso per essere una punizione, o l'unica scelta. Un mondo in cui esistevano ruoli e gerarchie precise dettate da leggi non scritte, a cui bisognava imparare a conformarsi, a rischio della propria vita. Ed a pagarne il prezzo più alto erano spesso i più deboli, donne e soprattutto bambini, divisi dalle madri e inviati in orfanotrofi dove chi sopravviveva finiva per essere separato definitivamente dai genitori, o imparava a delinquere, finendo poi in campi minorili, versioni solo leggermente diverse da quelli degli adulti, dove peraltro finivano anche minori. Solo la possibilità di un lavoro privilegiato, o la saltuaria degenza nelle strutture di cura, riuscivano a fornire sollievo e salvezza ai detenuti, nell'attesa di una liberazione sempre incerta, legata al capriccio del caso, o di qualche imprevedibile cambiamento di linea politica di chi dirigeva il sistema.
La terza parte del libro riprende la cronistoria dei gulag dal periodo della seconda guerra mondiale, quando la capacità produttiva dei campi venne messa al servizio dello sforzo bellico, portando i tassi di mortalità ai massimi storici, per la contemporanea diminuzione di cibo, l'aumento del lavoro e l'inasprimento delle condizioni dei detenuti. Mortalità a cui contribuì anche l'improvvisa necessità di spostare velocemente molte centinaia di migliaia di reclusi dalle zone invase verso campi più lontani dal fronte, fatto che comportò in molti casi marce forzate in condizioni proibitive. Altra conseguenza del conflitto fu l'arrivo nei campi di prigionieri provenienti dapprima dai territori occupati in seguito al patto Molotov-Ribbentrop, e, all'indomani dell'invasione tedesca, di tutti i cittadini russi di origini etniche tali da indurre qualunque sospetto di dubbia lealtà verso il regime sovietico. A cui si aggiunsero un numero sempre maggiore di prigionieri di guerra, per i quali vennero creati campi appositi, formalmente diversificati ma nei fatti indistinguibili dai normali gulag; ed i militari russi sospettati di "collaborazionismo", spesso colpevoli semplicemente di essere caduti vivi nelle mani del nemico. Un flusso di persone necessario per rimpiazzare i molti morti e gli amnistiati che dai campi vennero inviati al fronte, tra cui molti degli stessi polacchi incarcerati dopo l'occupazione sovietica, diventati temporaneamente alleati nella guerra di liberazione dall'invasore. Conclusa vittoriosamente la guerra, il modello gulag venne anche esportato nei paesi finiti nell'orbita sovietica, con gradi diversi di successo. Nel clima della guerra fredda, il regime dei campi non cambiò, anzi si estese ulteriormente in dimensione, raggiungendo il suo sviluppo massimo. Ma allo stesso tempo emerse chiaramente l'antieconomicità della struttura, fatto certificato dalle cifre, che però andava contro le convinzioni (e le necessità) di Stalin. Ecco perché solo dopo il 1953, con la morte del dittatore georgiano, i campi subirono un drastico ridimensionamento, tramite la concessione di un'ampia amnistia, e l'abbandono di tutti i progetti faraonici basati sul lavoro coatto dei prigionieri. Solo per i detenuti dei campi speciali, dove venivano custoditi quelli considerati politicamente pericolosi, non si ebbero cambiamenti visibili, fatto che spinse i reclusi ad una serie di rivolte, soffocate con durezza. Ma nel giro di pochi anni i cambiamenti arrivarono, con l'introduzione di regole meno dure, ed il rilascio di molti reclusi, talvolta dopo la revisione dei processi. E dopo la pubblicazione del "rapporto segreto" di Chruščёv, il processo di riabilitazione fu ulteriormente accelerato, comportando lo smantellamento di quasi tutti i gulag, e l'avvio di un processo di analisi critica su questa pagina nera della storia sovietica, che permise per la prima volta la diffusione delle storie di reclusione anche sugli organi di stampa ufficiale, fatto impensabile solo pochi anni prima. Tutto questo ebbe un brusco arresto con la caduta del promotore di questi cambiamenti, ed il ritorno ad un regime di rivalutazione del periodo stalinista, che però trova un'opposizione organizzata, quella dei dissidenti, che utilizzando canali ben strutturati riescono a scalfire il blocco di segretezza che viene alzato sulle nuove forme di repressione, come la detenzione in ospedali psichiatrici. Ma con gli anni ottanta i tempi sono oramai maturi per un reale cambiamento, e l'avvento al potere di Michail Gorbačëv porta alla definitiva chiusura degli ultimi campi sovietici di detenzione per reati politici. Il libro si chiude con una riflessione dell'autrice sulla scarsa propensione della Russia di oggi nel guardare in faccia il proprio passato.

## Edizioni
- Anne Applebaum, Gulag. Storia dei campi di concentramento sovietici, traduzione di Luisa Agnese Dalla Fontana, Mondadori, 2004, ISBN 88-04-52651-3.